# Boels Rental Hills Classic 2015
De 12e editie van de wielerwedstrijd Boels Rental Hills Classic werd gehouden op 29 mei 2015. De rensters reden 131,4 kilometer van Boels Rental in Sittard naar de Geulhemmerberg in Berg en Terblijt. De wedstrijd met UCI 1.1-status voerde over 15 beklimmingen in Zuid-Limburg, met in de finale tweemaal de Cauberg, de Bemelerberg en de finish lag boven op de Geulhemmerberg.
In 2014 won de Zweedse Emma Johansson. Zij werd tweede in deze editie, die gewonnen werd door de Britse Elizabeth Armitstead van de ploeg Boels Dolmans, met dezelfde sponsor als van de wedstrijd.
In de finale ontstond een kopgroep van vijf rensters: Elizabeth Armitstead, Emma Johansson, Katarzyna Niewiadoma, Sabrina Stultiens en Elisa Longo Borghini. In de sprint was de Britse de snelste. Haar ploeggenote Chantal Blaak won de sprint van de achtervolgende groep van negen. Van de 119 gestarte rensters, behaalden slechts 68 de finish.

## Deelnemende ploegen
| UCI-teams     | UCI-teams                   | Clubteams                   | Clubteams               |
| ------------- | --------------------------- | --------------------------- | ----------------------- |
| Orica-AIS     | Lotto Soudal Ladies         | Jan van Arckel              | NWVG Bathoorn           |
| Rabo-Liv      | Lensworld.eu - Zannata      | De Jonge Renner             | Regioteam Zuid-Holland  |
| Boels-Dolmans | Parkhotel Valkenburg        | Keukens Redant Cycling Team | Meteoor Assen Roden     |
| Wiggle Honda  | Topsport Vlaanderen-Pro-Duo | Jos Ferron LadyForce        | Regioteam Euregio       |
| Liv-Plantur   |                             | Restore Cycling             | Regioteam Noord-Holland |
|               |                             | WV Breda Manieu.nl          |                         |

## Uitslag
| Plaats  | Naam                 | Ploeg                  | Tijd     |
| ------- | -------------------- | ---------------------- | -------- |
| Winnaar | Elizabeth Armitstead | Boels-Dolmans          | 3u44'37" |
| 2       | Emma Johansson       | Orica-AIS              | z.t.     |
| 3       | Katarzyna Niewiadoma | Rabo-Liv               | z.t.     |
| 4       | Sabrina Stultiens    | Liv-Plantur            | z.t.     |
| 5       | Elisa Longo Borghini | Wiggle Honda           | z.t.     |
| 6       | Chantal Blaak        | Boels-Dolmans          | + 04"    |
| 7       | Katrin Garfoot       | Orica-AIS              | z.t.     |
| 8       | Ellen van Dijk       | Boels-Dolmans          | z.t.     |
| 9       | Amy Pieters          | Liv-Plantur            | z.t.     |
| 10      | Thalita de Jong      | Rabo-Liv               | z.t.     |
| 11      | Jessie Daams         | Lotto Soudal Ladies    | z.t.     |
| 12      | Janneke Ensing       | Parkhotel Valkenburg   | z.t.     |
| 13      | Susanna Zorzi        | Lotto Soudal Ladies    | z.t.     |
| 14      | Danielle King        | Wiggle Honda           | z.t.     |
| 15      | Anouska Koster       | Rabo-Liv               | + 3'42"  |
| 16      | Sofie De Vuyst       | Lensworld.eu - Zannata | z.t.     |
| 17      | Christine Majerus    | Boels-Dolmans          | z.t.     |
| 18      | Elena Cecchini       | Lotto Soudal Ladies    | z.t.     |
| 19      | Floortje Mackaij     | Liv-Plantur            | z.t.     |
| 20      | Shara Gillow         | Rabo-Liv               | z.t.     |